# Tỉnh Ai Cập, Đế quốc Ottoman
Dù Ai Cập là một lãnh thổ Ottoman từ thời gian chiến tranh Mamluk, năm 1805 có ông Muhammad Ali gốc Albania (Mehmet trong tiếng Thổ Nhĩ Kỳ) trở thành tổng trấn, đấu một chiến tranh với người Ottoman qua sự ao ước của mình cho di truyền quy tắc sẽ được thiết lập ở đó. Trong thời gian đó ông ta chiến thắng Syria và Palestine cho đến khi ông bị chinh phục bởi những người châu Âu và cưỡng bức quay trở lại Ai Cập
Tại điểm này, mặc dầu còn trên danh nghĩa một lãnh thổ Ottoman, Ai Cập được lưu truyền gần như tự trị cho đến khi chúa khedive Tawfiq đầu hàng đưa sức mạnh phát triển cho những chủ ngân hàng và những nhà đầu tư Anh và Pháp cho đến khi sự quan tâm trong vùng trở nên lớn đến nỗi Anh gượng gạo để xen vào khi một quân đội người phản loạn nứt rạn lên trên chống đối những người châu Âu. Năm 1882 Anh xâm lược với 20.000 quân xúm lại từ Vương quốc Anh và 7.000 từ Ấn Độ, nhanh chóng đánh thắng những lực lượng Ai Cập và đưa đất nước gần như dưới sự điều khiển của Anh cho đến khi. Tuy nhiên nó vẫn là một lãnh thổ Ottoman đến khi một chế độ bảo hộ được tuyên bố trong Chiến tranh thế giới thứ nhất.